# يفغيني ليبيديف
يفغيني ليبيديف (الروسية: Евгений Алексеевич Лебедев) هو ممثل روسي (وحمل سابقاً جنسية الاتحاد السوفيتي)، ولد في 15 يناير 1917 في روسيا، وتوفي في 9 يونيو 1997 بسانت بطرسبرغ في روسيا. بدأ مشواره المهني سنة 1940، ومن الجوائز التي نالها بطل العمل الاشتراكي وجائزة الاتحاد السوفيتي الحكومية وجائزة الدولة السوفيتية وجائزة لينين وفنان الشعب في الاتحاد السوفيتي ووسام الراية الحمراء من حزب العمال ووسام لينين ووسام الدفاع عن القوقاز ‏ ووسام العمل الشجاع في الحرب الوطنية العظمى 1941-1945 ووسام "من أجل الاستحقاق للوطن" ونيشان الاستحقاق الثقافي البولندي ‏ وميدالية ذكرى مرور 250 سنة على تأسيس لينينغراد ‏ والجائزة الحكومية للأخوين فاسيليف لروسيا الاتحادية الاشتراكية السوفيتية ‏ وفنان الشعب لجمهورية روسيا السوفيتية الاتحادية الاشتراكية ‏ وميدالية العامل المخضرم ‏.

## جوائز
- بطل العمل الاشتراكي
- جائزة الاتحاد السوفيتي الحكومية
- جائزة الدولة السوفيتية
- جائزة لينين
- فنان الشعب في الاتحاد السوفيتي
- وسام الراية الحمراء من حزب العمال
- وسام لينين
- وسام الدفاع عن القوقاز [الإنجليزية]‏
- وسام العمل الشجاع في الحرب الوطنية العظمى 1941-1945
- وسام "من أجل الاستحقاق للوطن"
- نيشان الاستحقاق الثقافي البولندي [الإنجليزية]‏
- ميدالية ذكرى مرور 250 سنة على تأسيس لينينغراد [الإنجليزية]‏
- الجائزة الحكومية للأخوين فاسيليف لروسيا الاتحادية الاشتراكية السوفيتية [الإنجليزية]‏
- فنان الشعب لجمهورية روسيا السوفيتية الاتحادية الاشتراكية [الإنجليزية]‏
- ميدالية العامل المخضرم [الإنجليزية]‏

## وصلات خارجية
- يفغيني ليبيديف على موقع IMDb (الإنجليزية)
- يفغيني ليبيديف على موقع أول موفي (الإنجليزية)
- يفغيني ليبيديف على موقع قاعدة بيانات الفيلم (الإنجليزية)